# Белмекен (връх)
Вижте пояснителната страница за други значения на Белмекен.
Белмекен (от 29 юни до 23 юли 1942 г. Бели връх, от 14 март 1950 г. Коларов) е връх в Белмекенския дял на Рила с височина 2626 m. В близост се намира язовир „Белмекен“ и високопланинската спортна база „Белмекен“. В съседство се намират Соколов връх и Червени връх. Сравнително лесно достъпен през лятото от юг, откъм язовир „Белмекен“. Северният склон е отвесен, извисява се над циркуса Кутлините. През зимата склоновете му са лавиноопасни и при изкачване трябва да се използват коловите маркировки.
В полите на върха се намира и площадка за летни лагери. Изходни пунктове за върха са селата Юндола и Сестримо.

## Поглед от върха
При ясно време и добра видимост от върха се откриват гледки във всички посоки. Могат да се видят Пирин с връх Вихрен, Славянка с Гоцев връх, Витоша с Камен дел, Стара Планина, Средна гора, Западните Родопи, язовирите „Искър“ и „Батак“, както и разположения в подножието му язовир „Белмекен“.

## Животински свят
Край връх Белмекен са наблюдавани соколи скитници, гарвани, скални лястовици и др., а под върха е разположена най-високопланинската колония на лалугера (Spermophilus citellus) в България и на целия Балкански полуостров. Видът е защитен и е с важно ресурсно значение като хранителен източник за редица видове орли и други хищници.

## Други
На Белмекен е наречена улица в квартал „Бъкстон“ в София (Карта).